# 85mm kanón vz. 44/59

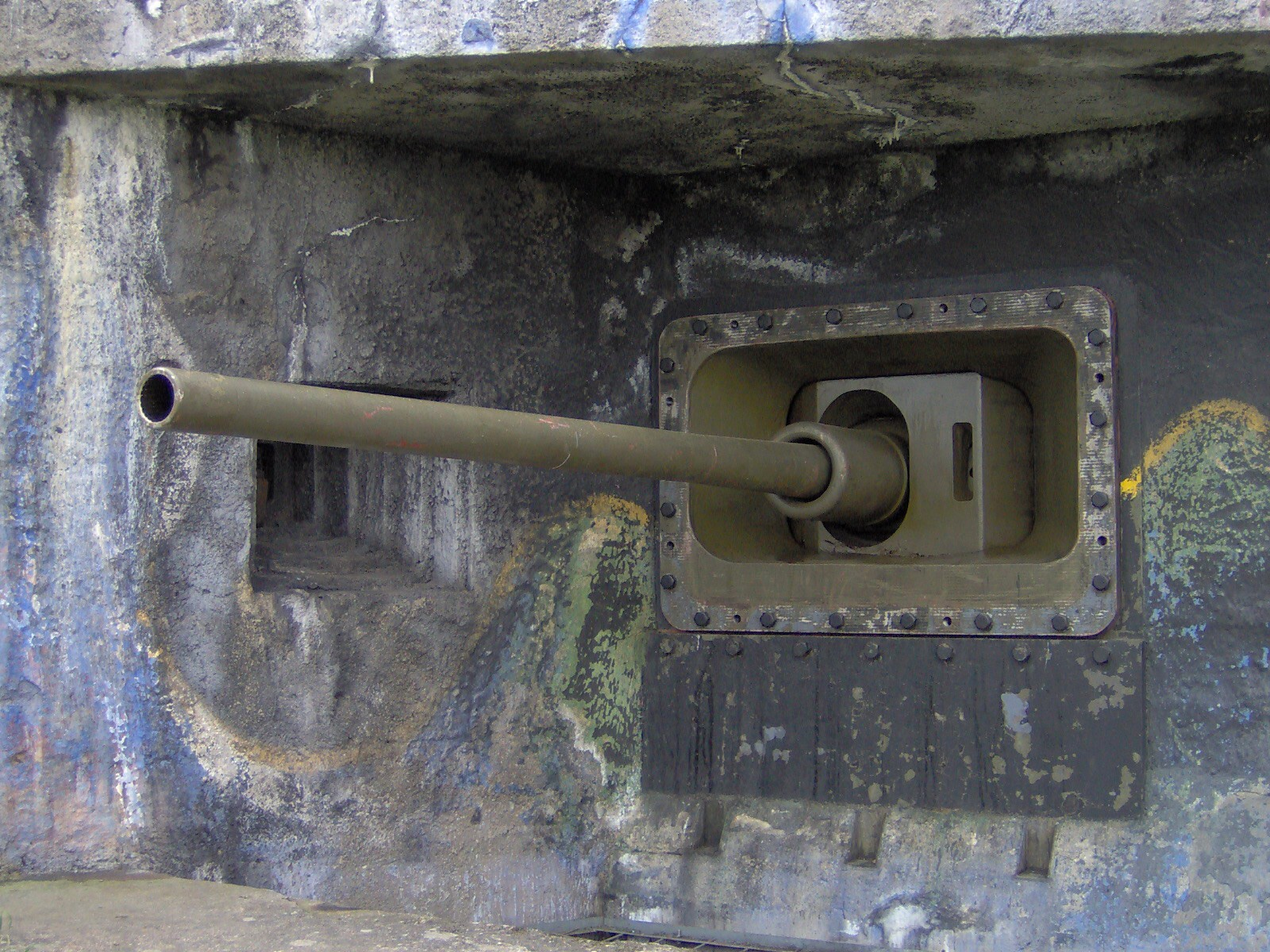
85mm kanón vz. 44/59 v levé střílně pěchotního srubu MJ-S 3 v bojové poloze

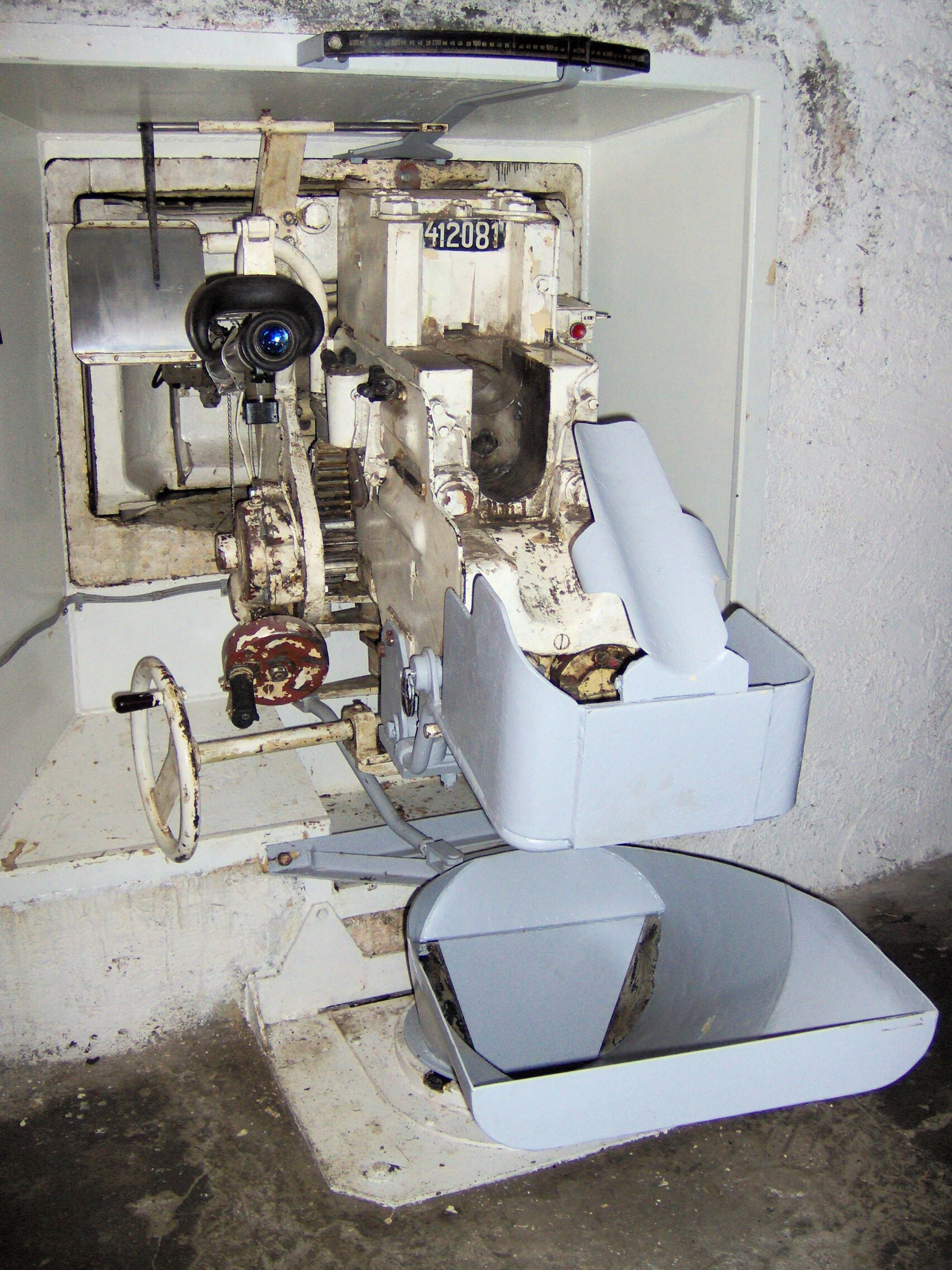
Kanón v pravé kasematě pěchotního srubu MJ-S 4

85mm kanón vz. 44/59 byl určen do objektů těžkého opevnění (pěchotních srubů) a tvořil v 60. až 90. letech 20. století hlavní složku výzbroje pěchotních srubů v oblasti Šatova, Hevlína a Mikulova na jižní Moravě a na Petržalce u Bratislavy.

## Historie vývoje kanónu
Již koncem 40. let 20. století uvažovala československá armáda a znovuvyzbrojení předválečných pěchotních srubů na jižní hranici státu. Od roku 1947 probíhaly postupné rekonstrukční práce a objekty byly po stavební stránce dokončeny. V otázce výzbroje se nabízela možnost osadit původní zbraň a to protitankový kanón vz. 36 ráže 47 mm spřažený s těžkým kulometem vz. 37. Kanón měl být instalován do šesti objektů na jižní Moravě a pěti objektů na Petržalce. Vzhledem k již menším výkonům uvedené zbraně (protipancéřový granát prorážel 50mm pancíř na vzdálenost 1 100 metrů) se zvažoval vývoj výkonnější zbraně, nebo rekonstrukce a upravení některé vhodné polní zbraně pro pevnostní podmínky.
Na začátku roku 1952 bylo rozhodnuto o použití tankového kanónu vzor 44 ráže 85 mm sovětského původu jako výchozí zbraně pro vývoj nového pevnostního kanónu. K rozhodnutí o typu pomohl tlak na unifikaci munice a uspokojivé vlastnosti tohoto kanónu (granát prorážel na vzdálenost 1000 metrů pancíř o síle 100 mm). Vývoj pevnostního byl zadán v tomtéž roce. Ke střeleckým zkouškám došlo v roce 1954, poté následovalo zastavení konstrukčních prací. O dokončení rekonstrukce bylo rozhodnuto až v roce 1958. Práce na upraveném kanónu byly dokončeny v roce 1959 a ve dnech 24. listopadu až 10. prosince 1959 proběhly na zkušebním objektu v Jincích vojskové zkoušky. Do výzbroje československé armády byl kanón zaveden usnesením kolegia ministra národní obrany ze dne 21. dubna 1959. Celkově bylo vyrobeno 20 kusů 85 mm pevnostního kanónu vz. 44/59, z toho jeden prototyp, 18 kanónů pro potřeby pěchotních srubů (12 kusů pro pěchotní sruby na jižní Moravě, 5 kusů pro pěchotní sruby na Petržalce, 1 kus pro cvičný objekt Jordán – později přemístěný do cvičného objektu ve Vojenském výcvikovém prostoru Libavá a 1 záložní zbraň). Rekonstrukce kanónů se uskutečnila v tehdejším národním podniku Konštrukta Trenčín na přelomu let 1959 až 1960.
Instalace kanónů do pěchotních srubů byla dokončena v první polovině roku 1960. Z objektů na jižní Moravě byly kanóny demontovány v roce 1999.

## Hlavní úkoly pevnostního kanónu
- ničení tanků, samohybných děl a jiných nepřátelských motorizovaných a mechanizovaných prostředků nepřítele
- umlčování a ničení nepřátelského dělostřelectva
- ničení pěchotních palebných prostředků a živé síly nepřítele

## Údaje
- ráže: 85 mm
- délka hlavně se závěrem: 4645 mm
- délka drážkované části: 3495 mm
- počet drážek: 24
- počáteční rychlost střely: 774 m·s−1
- kadence: 6 – 15 ran/minutu

V dnešní době jsou dva pevnostní kanóny vz. 44/59 instalovány v pěchotním srubu MJ-S 3 Zahrada v Areálu československého opevnění Šatov, jeden kanón se nachází v sousedním muzejním objektu MJ-S 4 Zatáčka. Dále je možné vidět jeden kanón v podzemí dělostřelecké tvrze Bouda a další v imitaci střílny ve Vojenském technickém muzeu v Lešanech spadajícího pod Vojenský historický ústav Praha.